# Дмитровский сельсовет (Кривандинский район)
Дмитровский сельсовет — упразднённая административно-территориальная единица, существовавшая на территории Кривандинского района Московской области до 1954 года. Административным центром была деревня Дмитровка.

## История
В 1921 году Дмитровский сельсовет находился в составе Лемешневской волости Орехово-Зуевского уезда Московской губернии. В 1923 году Лемешневская волость была переименована в Ленинскую. В 1926 году в сельсовет входила только одна деревня Дмитровка.
К июлю 1925 года в Дмитровский сельсовет включена территория упразднённого Андреевского сельсовета (деревни Андреевка и Захаровка), но уже 4 ноября 1925 года Андреевский сельсовет был вновь восстановлен.
В ходе реформы административно-территориального деления СССР в 1929 году Андреевский сельсовет вновь присоединён к Дмитровскому, который вошёл в состав Шатурского района Орехово-Зуевского округа Московской области. В 1930 году округа были упразднены.
14 июня 1954 года Дмитровский сельсовет был упразднён, а его территория включена в состав Бордуковского сельсовета.